# Zunfthaus zur Zimmerleuten
Zunfthaus zur Zimmerleuten - budynek zuryskiej gildii cieśli, ozdobiony atrakcyjnymi oknami wykuszowymi.

## Galeria

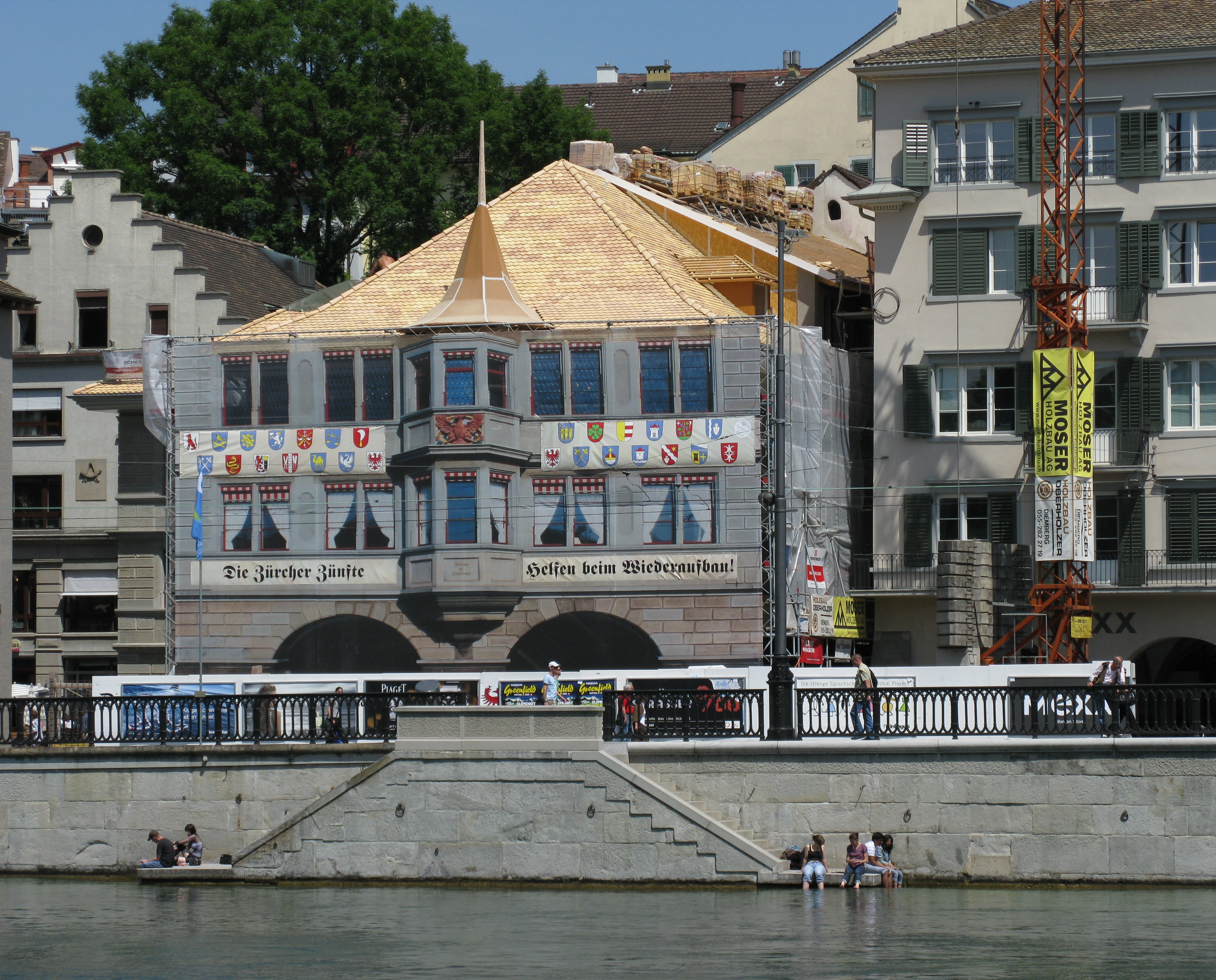
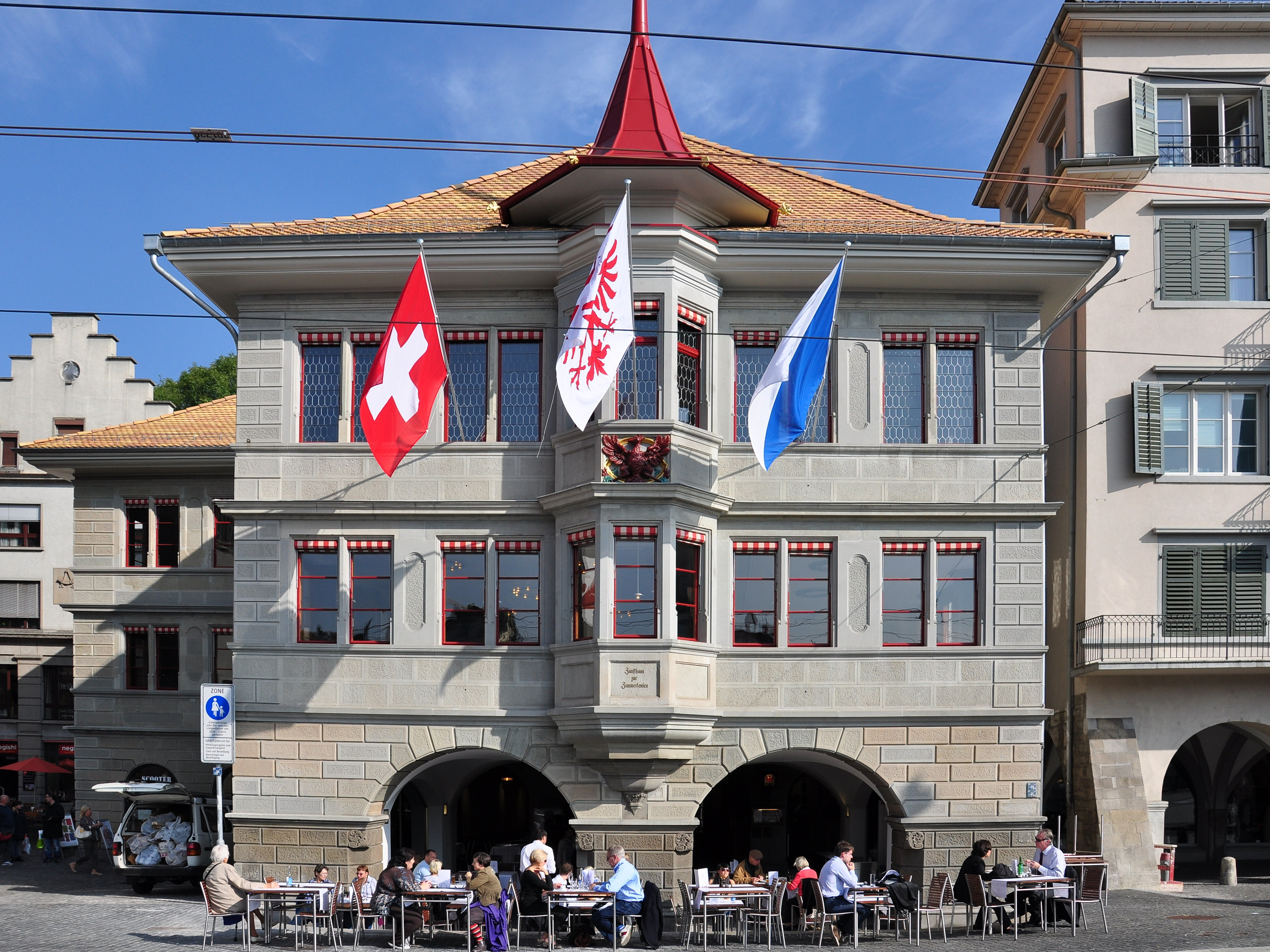
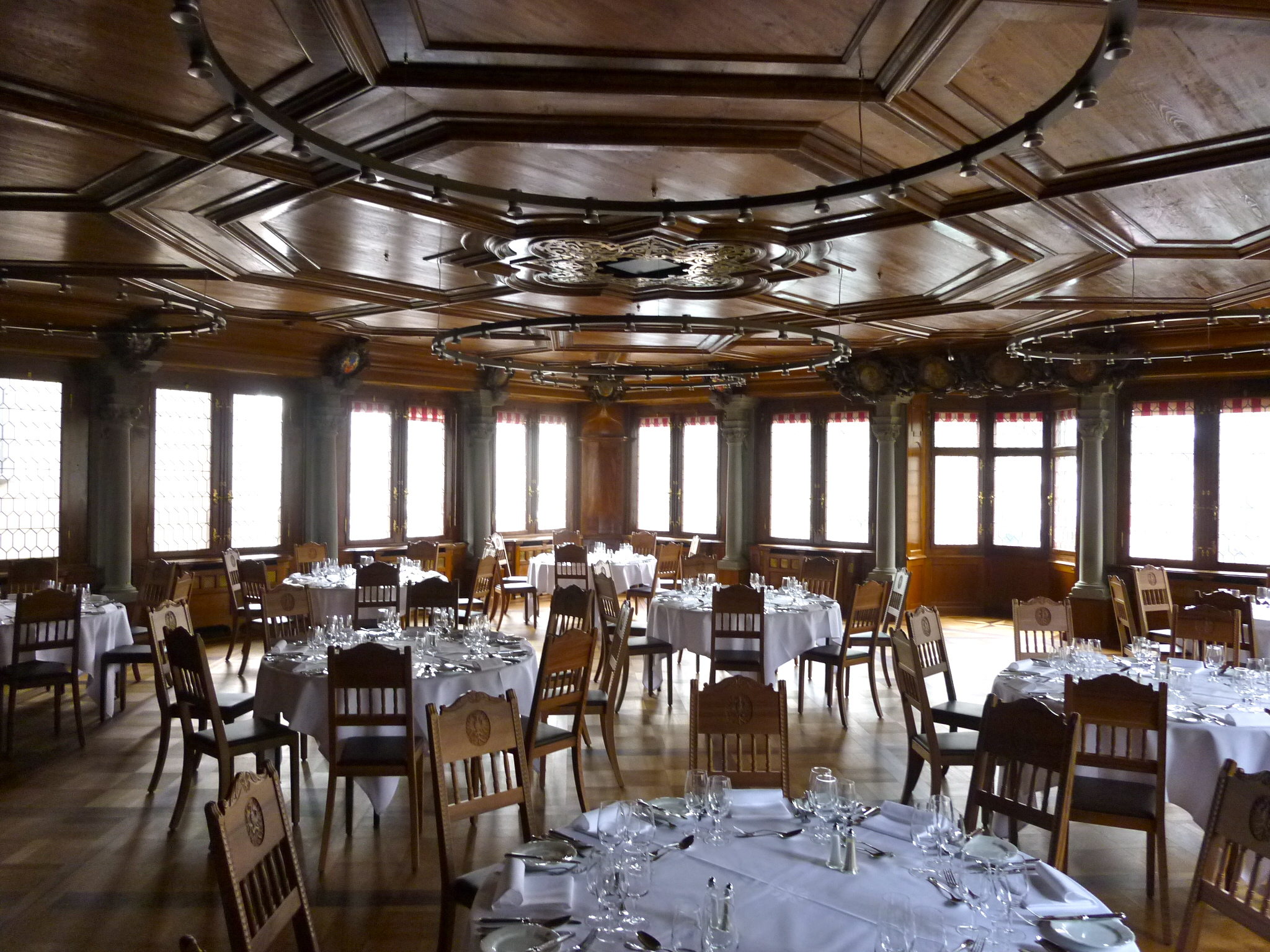
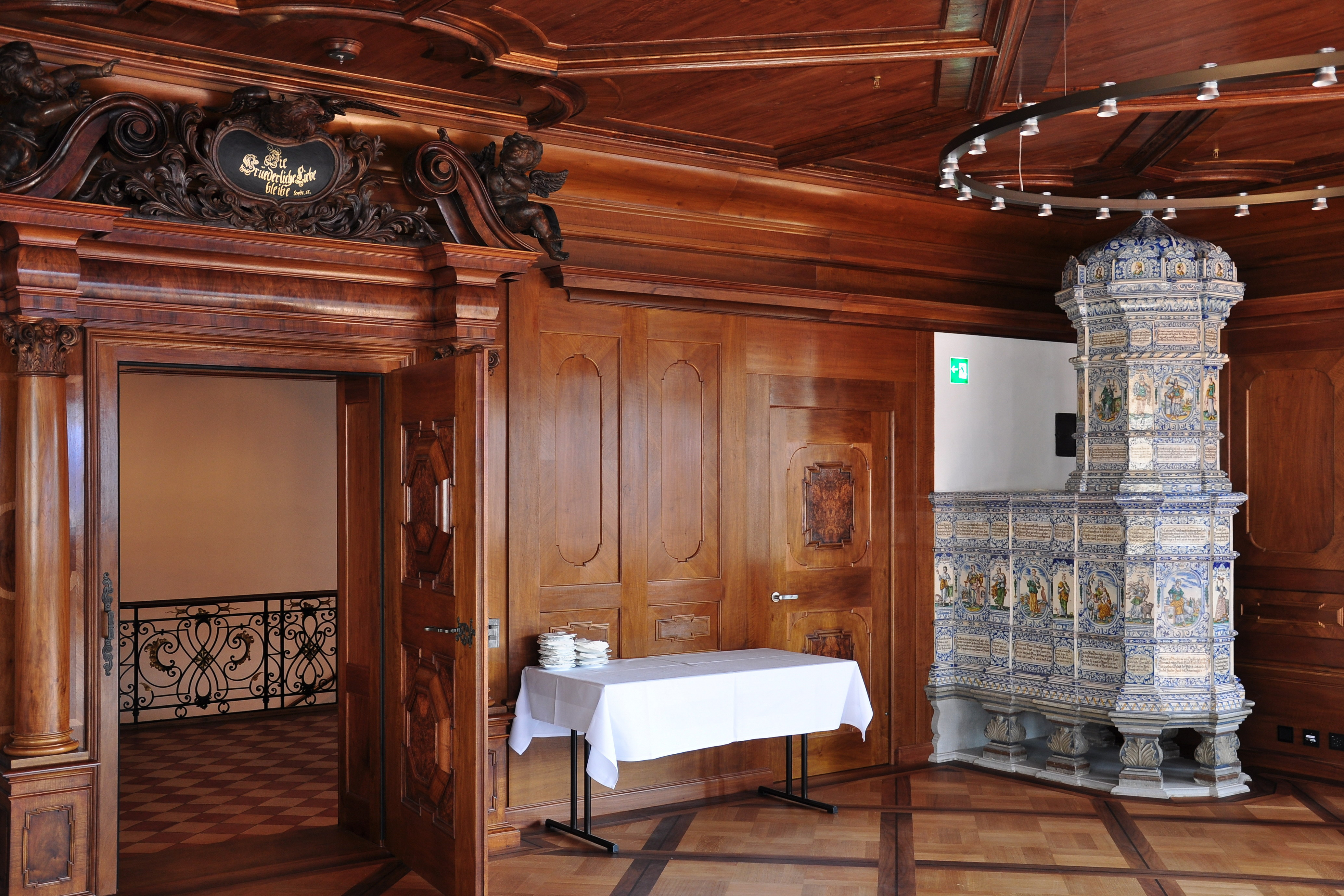
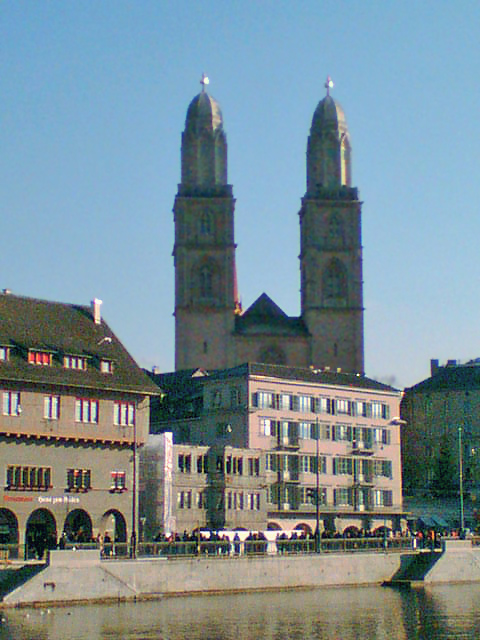